# Mirjam van Hengel
Mirjam van Hengel (1967), is een Nederlands schrijver, redacteur en programmamaker.

## Levensloop
Van Hengel studeerde Nederlandse letterkunde aan de Universiteit Utrecht. Ze werkte vervolgens als literair journalist voor onder andere de KRO en Vrij Nederland en was literair criticus bij Het Financieele Dagblad (1996-2001) en redacteur van Tirade (1998-2007). Als (poëzie)redacteur verbond ze zich aan Uitgeverij Van Oorschot (2001-2007) en Querido (sinds 2008). Vanaf 2011 werkt ze zelfstandig als schrijver en programmeur voor onder andere de Volkskrant, De Groene Amsterdammer, De Cello Biennale, CPNB, De Nieuwe Liefde en het International Literature Festival Utrecht (ILFU).
Biograaf
In 2014 verscheen het boek Hoe mooi alles. Leo en Tineke Vroman, een liefde in oorlogstijd. Met behulp van brieven, dagboeken en gesprekken met het tweetal, reconstrueerde Van Hengel de liefdesgeschiedenis tussen dichter Leo Vroman en antropologe Tineke Sanders. Het boek werd goed ontvangen en door regisseur Léon van der Sanden bewerkt tot een theaterstuk, dat in 2015 in première ging met in de hoofdrollen Kees Hulst en Esther Scheldwacht. In 2018 verscheen haar biografie van Remco Campert: Een knipperend ogenblik. Voor dit boek werd de Henriëtte de Beaufort-prijs 2022 aan haar toegekend.